# Архаров, Павел Михайлович
Па́вел Миха́йлович Арха́ров (16 [29] июня 1909 года — 1 мая 2003 года) — участник Великой Отечественной войны, заместитель командира 3-й авиационной эскадрильи 890-го авиационного полка 45-й авиационной дивизии дальнего действия, Герой Советского Союза (13.03.1944), майор.

## Биография
Родился 16 (29) июня 1909 года в селе Мелково ныне Конаковского района Тверской области в семье крестьянина. Русский. Окончил неполную среднюю школу. Работал на торфяной опытной станции.
В 1932 году призван в ряды Красной Армии. В 1934 году окончил Качинскую военную авиационную школу пилотов. Принимал участие в боях на реке Халхин-Гол в 1939 году. Член ВКП(б)/КПСС с 1939 года. В боях Великой Отечественной войны с июня 1941 года.
Когда полк получил новые самолёты Пе-8, предназначенные для полётов в глубокий тыл противника с большим грузом, майор П. М. Архаров, один из лучших лётчиков, энергично взялся за освоение сложной машины. Первым в полку П. М. Архаров овладел техникой пилотирования на самолёте Пе-8 и первым увеличил вес бомб с 4,5 до 6 тонн. За короткое время его экипаж совершил на этом тяжёлом бомбардировщике 89 боевых вылетов, сбросив на позиции врага 400 тонн бомб разного калибра.
Восемь раз Пе-8 под командованием П. М. Архарова появлялся над военными объектами Берлина, Кенигсберга, Варшавы, Будапешта, Штеттина, Бухареста. И всегда, несмотря на сложные метеорологические условия и воздушные схватки с неприятельскими истребителями, экипаж благополучно возвращался на базу.
В ночь с 9 на 10 сентября 1942 года бомбардировщик П. М. Архарова взял курс на Бухарест. За 100 километров до цели загорелся мотор. Искусно маневрируя, пилот сбил пламя и решил продолжать полёт на трёх моторах. Самолёт потерял скорость и не мог подняться на заданную высоту в шесть тысяч метров. А Бухарест между тем приближался, и П. М. Архаров, сбросив бомбы с высоты в четыре тысячи метров, благополучно вернулся на аэродром.
В ночь на 17 июня 1943 года при выполнении боевого задания — уничтожении авиации противника на аэродроме Олсуфьево Жуковского района Брянской области — его самолёт был атакован двумя вражескими истребителями. Маневрируя и ведя огонь, экипаж сбил оба самолёта.
В ночь с 18 на 19 августа 1943 года при выполнении боевого задания в районе Боровское — Шаталово самолёт П. М. Архарова внезапно атаковали вражеские истребители. Были прострелены все бензобаки, повреждены электропроводка и управление самолёта, тяжело ранены центральный и хвостовой пушкари, радист и стрелок-бомбардир. П. М. Архаров не растерялся. Отдавая четкие приказания оставшимся в строю членам экипажа, он довел машину до аэродрома и произвел посадку.
К октябрю 1943 года заместитель командира 3-й авиационной эскадрильи 890-го авиационного полка майор П. М. Архаров совершил 194 успешных боевых вылета на бомбардировку железнодорожных узлов и важных центров противника.
Указом Президиума Верховного Совета СССР от 13 марта 1944 года за образцовое выполнение боевых заданий командования по уничтожению живой силы и техники противника и проявленные при этом мужество и героизм майору Архарову Павлу Михайловичу присвоено звание Героя Советского Союза с вручением ордена Ленина и медали «Золотая Звезда» (№ 3334).
С 1946 года П. М. Архаров — в запасе. Жил в Москве. Работал в Гражданском воздушном флоте, затем в Московском институте химического машиностроения. Умер 1 мая 2003 года.

## Награды
- Медаль «Золотая Звезда» Героя Советского Союза (№ 3334) (13.03.1944)[1]
- Орден Ленина (13.03.1944)[1]
- Орден Красного Знамени (06.11.1941)[1]
- Орден Красного Знамени (20.06.1942)[1]
- Орден Отечественной войны I степени (31.12.1942)[1]
- Орден Отечественной войны I степени (06.04.1985)[2]
- Медаль За отвагу (17.11.1939)[1]
- Медаль За боевые заслуги (03.11.1944)[1]

## Память
- Похоронен на Домодедовском кладбище.